# Rifugio Elena
Il rifugio Elena (in francese, refuge Hélène) è un rifugio situato nel comune di Courmayeur, in Val Ferret, nelle Alpi Graie, a 2.062 m s.l.m.

## Storia
Fu costruito dapprima poco dopo la prima guerra mondiale. Una valanga lo ha distrutto nel 1960. È stato ricostruito nel 1995.

## Caratteristiche e informazioni

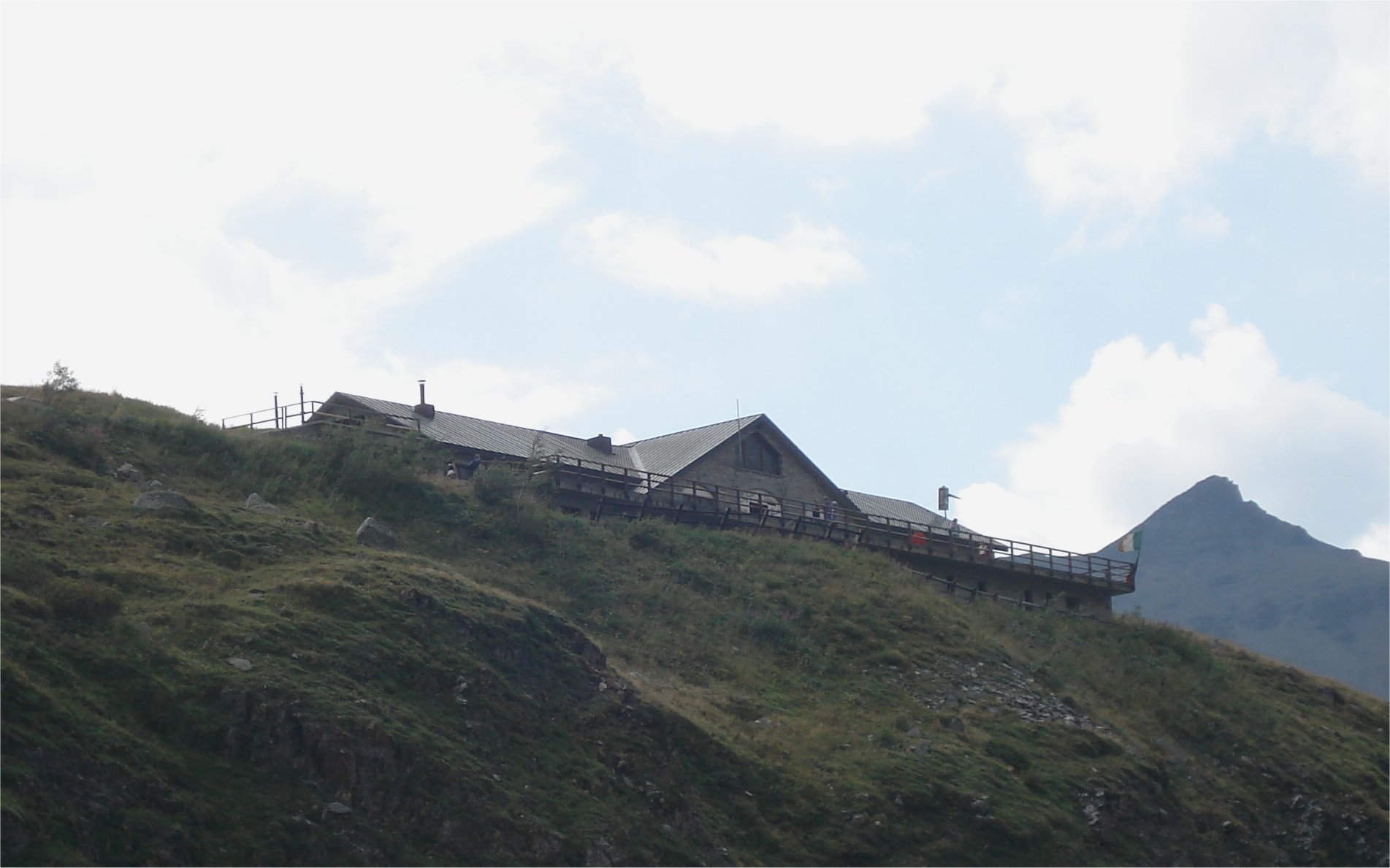

Si trova in fondo alla Val Ferret in località Arnouvaz appena sotto il Col Ferret (2543 m). Facilmente raggiungibile su ampia carrozzabile. Punto di ristoro e punto tappa per escursioni al bivacco Fiorio, al Petit col Ferret e al Col du Grand Ferret.
Il nome del rifugio si riferisce ad una pastorella locale di nome Elena o piuttosto "Hélène", in francese.

## Accessi
L'accesso avviene dalla Val Ferret. Giunti in località Arnouvaz (1769 m), si raggiunge per carrareccia il rifugio in circa un'ora, superando 270 m di dislivello.

## Ascensioni
- Col du Grand Ferret
- Tête de Ferret
- Mont Dolent